# Chaske Spencer
Chaske Spencer, född 9 mars 1975 i Tahlequah, Oklahoma, är en amerikansk skådespelare.
Spencer har bland annat medverkat i filmserien Twilight. Han har även medverkat i TV-serien Echo.

## Filmografi (i urval)
- 2009 – The Twilight Saga: New Moon
- 2010 – The Twilight Saga: Eclipse
- 2011 – The Twilight Saga: Breaking Dawn – Part 1
- 2022 – The English (TV-serie)
- 2024 – Echo (TV-serie)